# Abscizinski-aldehid oksidaza
Abscizinski-aldehid oksidaza (EC 1.2.3.14, abscisinska aldehidna oksidaza, AAO3, AOd, AOdelta) je enzim sa sistematskim imenom abscisinski-aldehid:kiseonik oksidoreduktaza. Ovaj enzim katalizuje sledeću hemijsku reakciju:
abscisinski aldehid +H2O + O2 {\displaystyle \rightleftharpoons } abscisat +H2O2
Ovaj enzim deluje na (+)- i (-)-abscisinski aldehid. On učestvuje u biosintezi abscisinske-kiseline kod biljki, zajedno sa EC 1.1.1.288, (ksantoksin dehidrogenazom), EC 1.13.11.51 (9-cis-epoksikarotenoid dioksigenazom) i EC 1.14.13.93 ((+)-abscisinski kiselina 8'-hidroksilazom). Dok je abscisinski aldehid najbolji supstrat, ovaj enzim takođe deluje na indol-3-aldehid, 1-naftaldehid i benzaldehid kao supstrate, mada malom brzinom.

## Literatura
- Nicholas C. Price; Lewis Stevens (1999). Fundamentals of Enzymology: The Cell and Molecular Biology of Catalytic Proteins (Third изд.). USA: Oxford University Press. ISBN 019850229X.
- Eric J. Toone (2006). Advances in Enzymology and Related Areas of Molecular Biology, Protein Evolution (Volume 75 изд.). Wiley-Interscience. ISBN 0471205036.
- Branden C; Tooze J. Introduction to Protein Structure. New York, NY: Garland Publishing. ISBN 0-8153-2305-0.
- Irwin H. Segel. Enzyme Kinetics: Behavior and Analysis of Rapid Equilibrium and Steady-State Enzyme Systems (Book 44 изд.). Wiley Classics Library. ISBN 0471303097.

## Spoljašnje veze
- Abscisic-aldehyde+oxidase на 